# Сінті (цигани)
Сі́нті — підгрупа ромського народу. 
Вони живуть переважно в Німеччині, Франції, Італії та Центральній Європі, нараховуючи близько 200 000 осіб. 

Традиційно вони були кочівниками, але сьогодні лише невеликий відсоток сінті залишається кочівниками. 
Сінті Центральної Європи тісно пов'язані з групою, відомою як мануш у Франції. 

Вони розмовляють сінті-мануським різновидом ромської мови, що має сильний німецький вплив. 

Походження народу сінті, як і ромів загалом, походить із заходу Індійського субконтиненту. 
У той час як люди з регіону Сінд на заході Індійському субконтиненті були згадані в 1100 році Ахмадом ібн Мухаммадом аль-Майдані, незрозуміло, чи були синдці предками сучасних сінті, хоча зрозуміло, що сінті та інші роми походять з півночі Індійського субконтиненту. 

## Історія
Сінті — підгрупа ромів, які проживають переважно в Німеччині. 

Вони прибули до Австрії та Німеччини в Пізньому Середньовіччі як частина ромської еміграції з Індійського субконтиненту , 
зрештою розділившись на дві групи: Eftavagarja («Сім караванів») і Estraxarja («з Австрії»). 

Вони прибули в Німеччину до 1540 року. 
 
Дві групи розширилися, Eftavagarja до Франції та Португалії, де вони називаються «Manouches», і до Бразилії , де вони називаються «Ciganos» (від італійського «zigano»); і Estraxarja в Італію та Центральну Європу, головним чином на територіях, які зараз є Хорватією, Словенією, Угорщиною, Румунією, Чехією та Словаччиною, з часом приймаючи різні регіональні назви. 

## Голокост
Сінті переселилися до Німеччини на початку XV століття. 
Попри їхню тривалу присутність, їх усе ще вважали жебраками та злодіями, і до 1899 року поліція вела центральний реєстр представників народів сінті, ромів та єнішів. 
Нацистська Німеччина вважала їх расово неповноцінними, і переслідувала їх по всій Німеччині під час нацистського періоду – Нюрнберзькі закони 1935 року часто тлумачилися як стосуються їх, а також євреїв. 

Адольф Айхман рекомендував нацистській Німеччині вирішити «циганське питання» одночасно з єврейським питанням, що призвело б до депортації сінті, щоб звільнити місце для будівництва будинків для етнічних німців. 

Декого відправили до Польщі чи в інше місце (зокрема деяких депортували до Югославії поліція Гамбурга в 1939 році 
), 
інших ув’язнили, а багатьох зрештою вбили в газових камерах. 

Багато сінті та ромів були доставлені до Аушвіц-Біркенау, де їх помістили в спеціальну секцію, яка називається «циганський табір». 
Йозеф Менгеле часто проводив деякі зі своїх сумнозвісних експериментів на сінті та ромах. 
2 серпня 1944 року «циганський табір» було закрито, а приблизно 4000 сінті та ромів були отруєні газом у ніч із 2 на 3 серпня та спалені в крематоріях. 
Дата 2 серпня відзначається як День пам'яті жертв Голокосту ромів і сінті. 

У концентраційних таборах сінті були змушені носити або чорний трикутник, що вказує на їх класифікацію як «асоціальних», 
 
або коричневий трикутник, спеціально зарезервований для народів сінті, ромів і єнішів.